# 呂學成
呂學成（1951年—），台灣桃園人，極道書畫家。

## 人物生平
呂學成桃園人，從小對畫畫、雕刻有天分，求學時即喜愛漫畫，17歲進入職場，在奇漫畫擔任製作，在1968年因適逢戒嚴時期，對漫畫審查制度嚴格，因此時常無事可做而待在家中，在這些空檔中認識了許多背景複雜的朋友，第一次犯罪的起因是友人寄放兩台摩托車在呂學成家中，警察上門指認為贓車，當時他自認有義氣而自願頂罪，因此被關五年，並且送綠島管訓；之後多次進出監獄並在北所關押時認識竹聯總盟主陳啟禮，結義為兄弟，因多次進出監獄，從此與各大幫派人士、地方角頭皆有接觸往來頻繁
。
呂學成第一次入獄五年後出獄，卻又在之後的兩年六個月間，密集犯下百起強盜案，被抓了兩次逃脫，被五個分局通緝圍捕。
1981年呂學成再度被緝捕後，第二次關押綠島，當時呂學成所做的貝殼畫在獄中受到歡迎，而拿到在海邊作畫的一張通行證，於是他靠著手畫的偽造通行證，將官印與字跡描摹得維妙維肖，而順利搭乘飛機脫逃，成為史上第一個逃出四面環海的綠島重刑犯
。而後他再度被抓回，持續被抓與逃亡的惡性循環，前後總共被判了十九年徒刑，因此呂學成人生一半以上的時間，都在進出監獄中渡過。

## 書畫生涯
呂學成在獄中得知姪子因犯罪被關，仿效他逃脫，而被警察開槍擊中身亡，因此轉變心境，開始看了南懷瑾寫的《繫辭傳》，而對易經產生興趣，專注於抄經寫字，剛開始他參酌各家作品，描摹古篆字的半書半寫的型態
。
民國96年的除夕夜中，呂學成聽聞母親死訊，來不及見最後一面，讓呂學成將心中悲痛透過抄經寫在多幅全開的心經、大悲咒上並燒化，苦練後的字體有所進步，在服刑期間，皆持續抄寫心經，呂學成專攻象形文、參酌甲骨文、行文、大篆、小篆寫心經，從象形文到秦朝末年的古字參雜其中，自成一派風格。
2019年呂學成重回社會後，透過書法交流，將思緒化為篆書，將心情以草書寫下，於「呂學成書畫藝術館」中掛滿他手寫手畫的百福圖、萬壽圖及心經，並舉辦多場義賣，以幫助更生人。

## 出版與展覽年表
2020年6月出版《淡墨情深：呂學成翰墨雅集》
2020年7月3年至8月2日，於台北畫廊舉辦呂學成書畫展
2020年8月，與更生人協會合辦義賣書法展